# Harpagifer kerguelensis
Harpagifer kerguelensis is een straalvinnige vissensoort uit de familie van ijskabeljauwen (Harpagiferidae). De wetenschappelijke naam van de soort is voor het eerst geldig gepubliceerd in 1947 door Nybelin.